# James McNeill Whistler
James Abbott McNeill Whistler (11. července 1834 Lowell, Massachusetts – 17. července 1904 Londýn, Spojené království) byl americký malíř a grafik, působící převážnou část života ve Spojeném království a Francii. Patří k nejvýznamnějším krajinářům a portrétistům 19. století. Vytvořil osobitý styl malby využívající rafinované barevné harmonie a elegantní kresby, jímž předjímal umění impresionismu, symbolismu a secese. Jako jeden z prvních umělců byl ovlivněn japonským dřevořezem. Zasloužil se o rozvoj techniky leptu v Anglii.

## Život
James Abott Whistler byl synem železničního inženýra, bývalého důstojníka a jeho druhé manželky Anny Matildy Mc Neillové. Otec kvůli svému povolání často měnil působiště a v roce 1843 se celá rodina usadila v Rusku, kde měl dohlížet na výstavbu železnice mezi Petrohradem a Moskvou. V Petrohradu se James , který rád kreslil a projevoval výtvarné nadání, stal žákem Carské akademie. V roce 1849 jeho otec nečekaně zemřel a zbytek rodiny se vrátil do Ameriky. Roku 1851 nastoupil James do vojenské akademie West Point po vzoru svého otce. Studium nedokončil a po několika měsících práce kresliče v kartografickém ústavu odjel roku 1855 do Paříže.
Navštěvoval kursy v ateliéru Charlese-Gabriele Gleyra, kde se zdokonalil nejen v malování, ale také v technice rytectví. Žil bohémským životem, přátelil se se Stéphane Mallarmém, Oscarem Wildem a Fantin-Latourem. První úspěch mu přinesl soubor dvanácti leptů inspirovaných krajinou, kterou viděl na své cestě po Alsasku-Lotrinsku a Porýní. V roce 1859 namaloval Whistler svůj první velký obraz U piana, ale oficiální Salon jej odmítl vystavit. Zklamaný umělec se rozhodl Paříž opustit a usadil se v Londýně, kde měl i rodinné zázemí. Žil a pracoval zde až do roku 1892. V roce 1863 se do jeho domu v Chelsea přistěhovala z Ameriky jeho matka, kterou vždy obdivoval a ctil. Do svého jména si přidal matčino příjmení za svobodna a představoval se jako James Mc Neill Whistler.
V Londýně mělo na jeho tehdejší tvorbu vliv setkání s prerafaelity, zejména jeho přátelství s jejich představitelem Dantem Gabrielem Rossettim. Stal se známou postavou svým vystupováním, družnou povahou i stylem oblékání. Zastával názory lartpourlartismu. První samostatnou výstavu měl v Londýně v roce 1874, ale bez většího ohlasu.
Přestože pilně pracoval, kvůli marnotratnému způsobu života se občas dostával do finančních problémů. Po soudním sporu s Johnem Ruskinem musel v roce 1879 vyhlásit bankrot. Přispěla k tomu i roztržka s jeho obdivovatelem Frederickem Leylandem, pro kterého dekoroval v letech 1876–1877 slavný Paví pokoj v jeho londýnské rezidenci.
Odjel do Benátek, kde během čtrnácti měsíců namaloval čtyři obrazy, téměř sto pastelů a mnoho rytin. Soubor dvanácti leptů s motivy Benátek byl po návratu do Londýna představen veřejnosti na výstavě a zaznamenal velký úspěch.
V únoru 1885 uspořádal Whistler v Londýně svou slavnou přednášku Ten O'Clock (O desáté), v níž shrnul své názory na estetické požadavky v umění. V tomto období se mu umělecky dařilo – měl úspěch v zahraničí, získal řád Čestné legie a další ocenění, měl za sebou několik úspěšných prodejních výstav a stal se členem spolku Society of British Artists.
V roce 1888 se oženil a s manželkou se v roce 1892 přestěhovali do Paříže, kde o čtyři roky později zemřela na rakovinu. James Whistler zemřel v Londýně ve věku 69 let a je pochován na starém hřbitově v Chiswicku.

## Dílo
Whistler namaloval pět set olejů, velké množství akvarelů a kreseb, zanechal po sobě čtyři stovky grafických listů a několik teoretických úvah o výtvarném umění.
Usiloval o dokonalé vystižení atmosféry pomocí harmonie barev. Svým obrazům později dával hudební názvy – symfonie, aranžmá, capriccia, nokturna. Záměrem bylo přiblížit účinek výtvarného díla hudebnímu výrazu, obraz chápal jako vizuální poezii. Olej Hudební pokoj z roku 1860 přejmenoval na Harmonie v zelené a růžové, známý portrét své modelky a milenky Joanny Hifermanové z roku 1862 Dívka v bílém na Symfonie v bílé č. 1. Hudební názvy mají i jeho další obrazy, např. Capricco v nachové a zlaté (1864), Harmonie v modré a stříbrné – Trouville (1866) Symfonie v modré a růžové (1868).
V sedmdesátých letech začal malovat svá Nokturna – téměř abstraktní pohledy na noční Temži, původně pojmenovaná Noční svit. Temže byla jedním z jeho nejoblíbenějších námětů. V roce 1871 byl vydán soubor leptů s názvem Šestnáct scén na Temži, kterým potvrdil svou pověst vynikajícího grafika. Whistler byl velkým ctitelem japonských dřevořezů a jejich vliv je patrný na jasných siluetách jeho leptů. Grafickým technikám se Whistler věnoval již od počátku své umělecké kariéry, a  to jak technikám hlubotiskovým jako je lept a suchá jehla, tak litografii.
V portrétech se snažil, aby každý detail přispíval k estetickému účinku celku. Více než na námět či prezentaci typů a tváří kladl důraz na formální prvky – linie, tvary, barvy a kompozice. Proslavil se zejména obrazem Aranžmá v šedé a černé: Portrét umělcovy matky (1871), tento obraz je známější pod názvem Whistlerova matka.
Své obrazy doplňoval symbolickým podpisem ve tvaru motýlka.

## Soudní spor Whistlera s Johnem Ruskinem

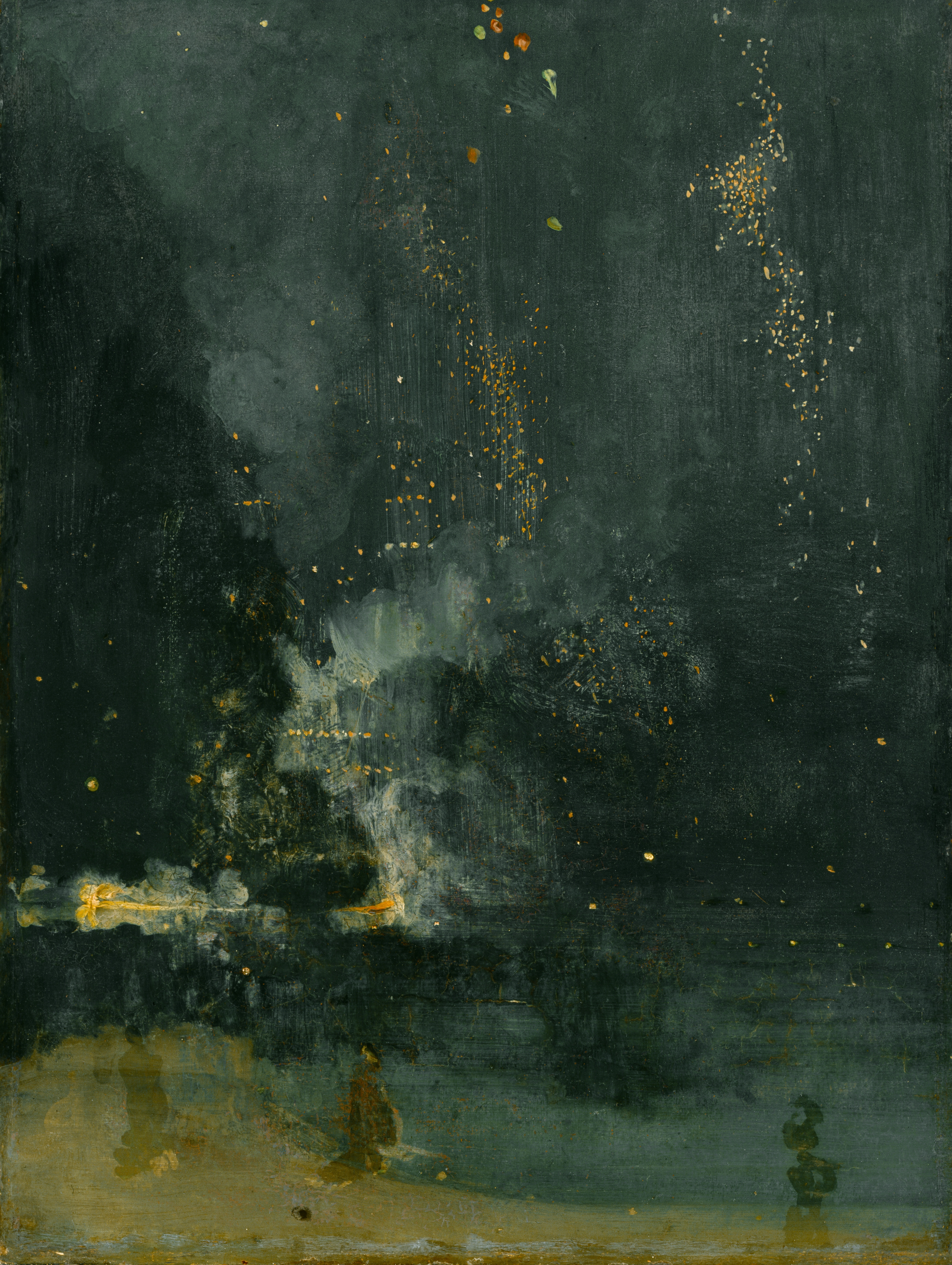
Nokturno v černé a zlaté. Ohňostroj. (padající raketa), 1875

Whistlerův obraz Nokturno v černé a zlaté. Ohňostroj. je znám i díky tomu, že se stal předmětem soudního sporu. Whistler tento velmi abstraktní obraz namaloval v roce 1875. Když byl obraz o dva roky později vystavován v Londýně ve Grosvenor Gallery, vyjádřil se k němu umělec a umělecký kritik John Ruskin velmi kriticky. Vadila mu přílišná abstrakce a doslova Whistlerovi vytkl, že „mrštil kelímek s barvou do tváře veřejnosti“. Whistler se nehodlal s kritikou smířit a podal na Johna Ruskina soudní žalobu pro urážku. Whistler sice proces vyhrál, ale vysoudil jen nepatrnou částku odškodného (čtvrt feniku). Naopak platby advokátům ho dostaly do vážných finančních potíží. Spor je dodnes znám a často připomínán, protože představoval v kontextu své doby důležitou diskusi o tom, co je a co není umění.

## Galerie

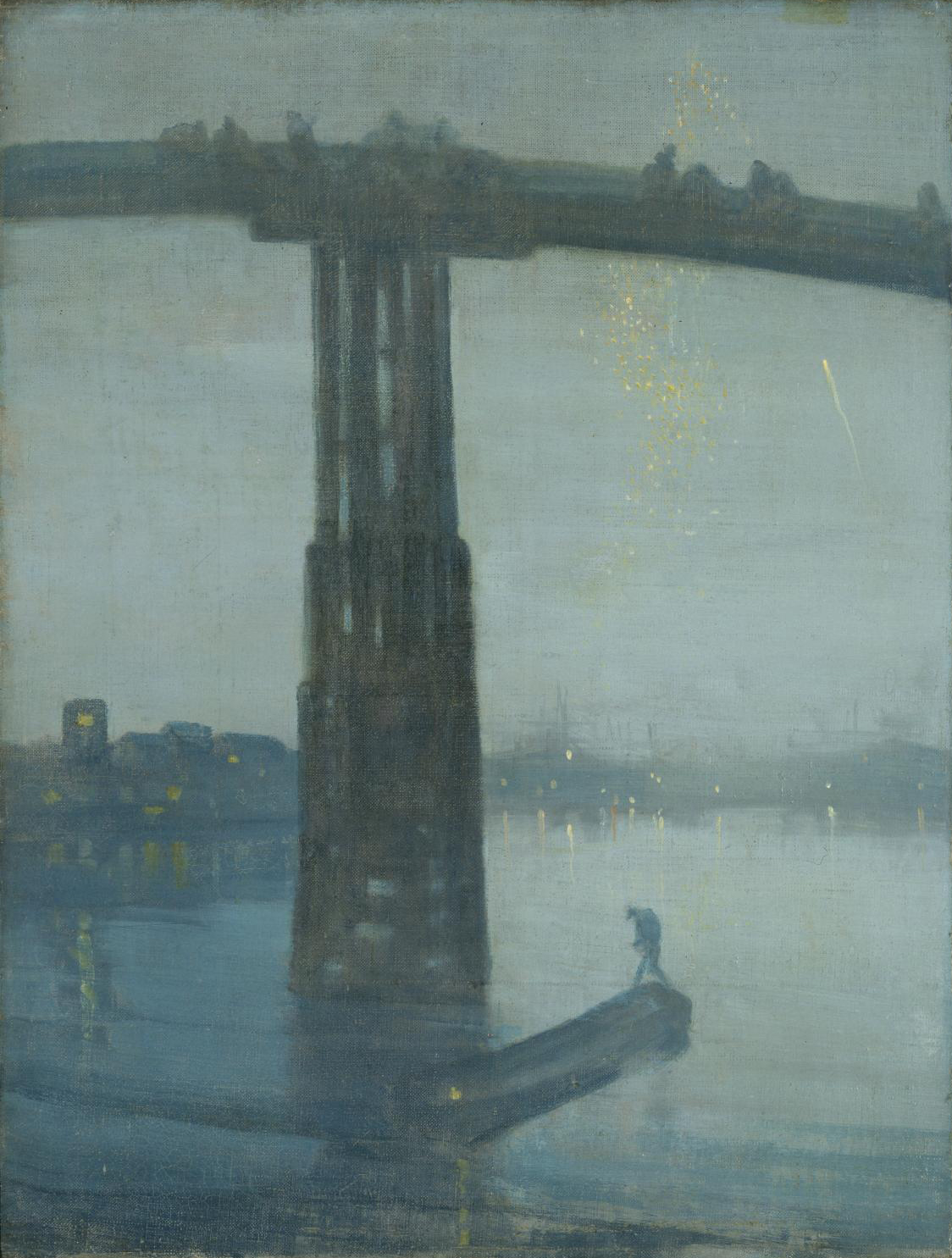
Nokturno v modré a zlaté: Starý most v Battersea (kolem 1872–1875)
Aranžmá v šedé a černé: Portrét umělcovy matky (Whistlerova matka) – 1871
Symfonie v bílém č. 1: Bílá dívka – 1862
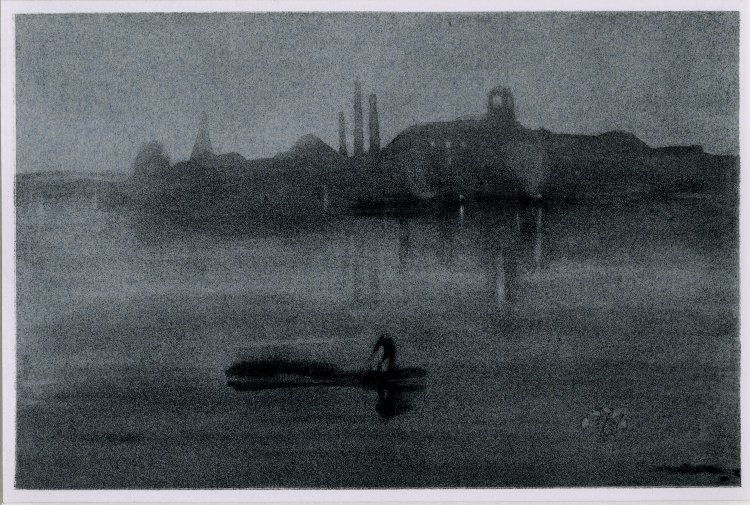
Nokturno – litografie 1878
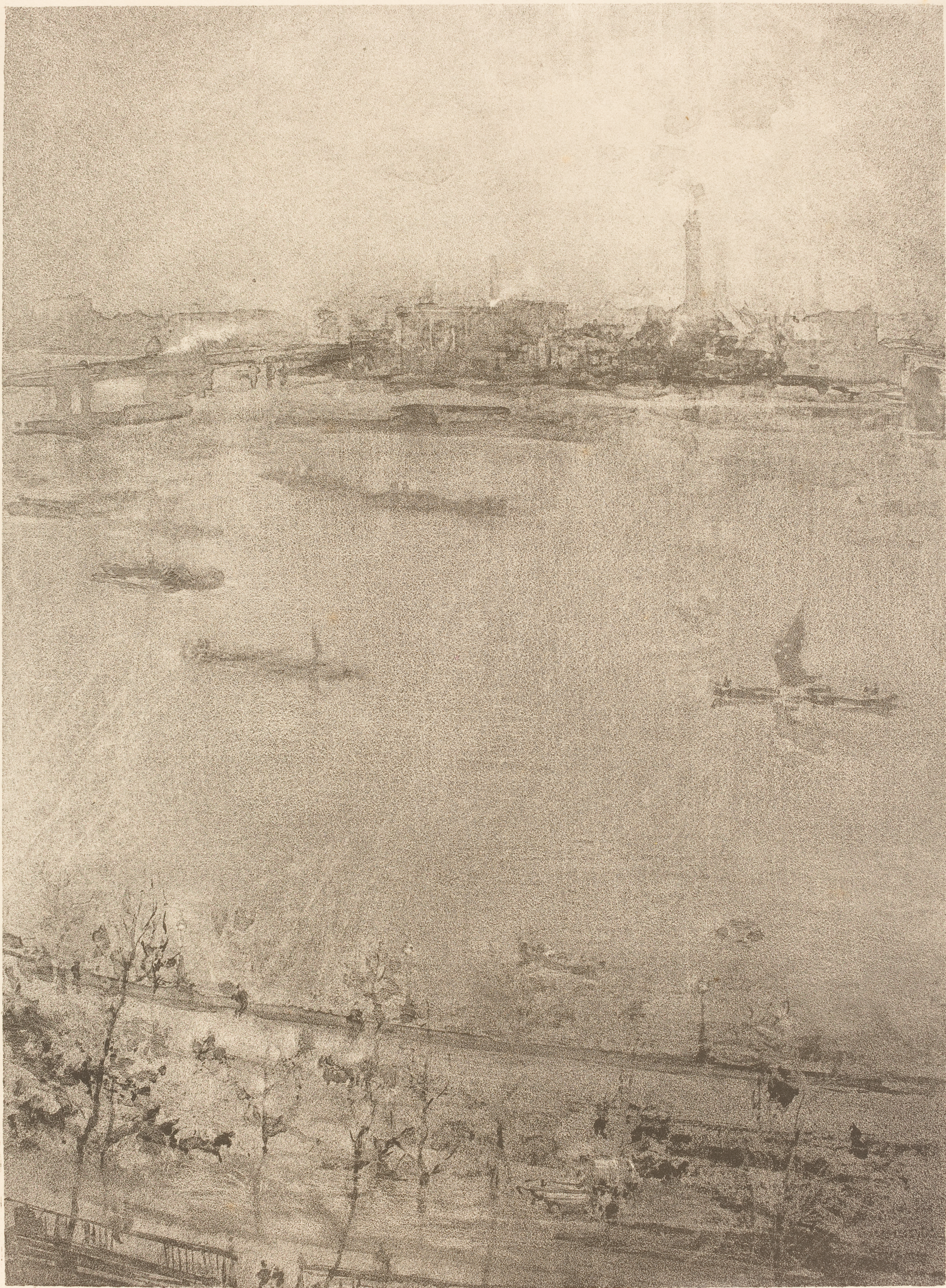
Temže – litografie 1896